# Katsuhiro Harada
Katsuhiro Harada (原田 勝弘 Harada Katsuhiro?, Iwakuni, Japón, 10 de junio de 1970) es un productor y director de videojuegos japonés, de Bandai Namco Entertainment, más conocido como el productor en jefe de la serie Tekken.

## Biografía
Harada nació en Osaka, Japón, y creció en la región de la Prefectura de Nara. Más tarde se mudó a Tokio, Japón. Durante su infancia, los videojuegos fueron vistos con mucha sospecha en Japón. Sus padres no le comprarían una consola doméstica y, como resultado, a menudo se metía a escondidas en los centros recreativos, donde ocasionalmente lo descubrían y lo arrastraban. Trabajó duro y terminó asegurándose un lugar en la Universidad de Waseda. Ha estudiado judo, karate y un poco de taekwondo en el pasado. Asistió a la Universidad de Waseda junto con el creador de Dead or Alive Tomonobu Itagaki y es licenciado en psicología. Durante sus estudios universitarios, tomó algunos cursos de chino, aunque le resultó muy difícil. Después de graduarse de la universidad, se unió a Namco para convertirse en promotor. Sus padres inicialmente no estaban contentos con su búsqueda en una carrera en la industria de los videojuegos, pero desde entonces lo han aceptado en su carrera.
Durante su primer año de trabajo en la galería de juegos de Namco, Harada rompió el récord de ventas dos meses seguidos y, posteriormente, recibió un premio de reconocimiento del presidente de Namco. Gracias al premio, Harada ahora tenía una plataforma para acercarse a la administración y solicitar que lo trasladaran al desarrollo de videojuegos. Hacia el final del primer año en Namco, le dieron un puesto en el primer título de Tekken.
Expresó a Forest Law en Tekken 3 y Tekken Tag Tournament, Marshall Law desde Tekken hasta Tekken 5: Dark Resurrection, Yoshimitsu desde Tekken hasta Tekken Tag Tournament y Kunimitsu en Tekken. Conocido por su sentido del humor, como la amistad cómica y la rivalidad con el director de Street Fighter, Yoshinori Ono, y bromea sobre el personaje Leo en Tekken 6 debido al género ambiguo. Harada también es miembro de Project Soul (el equipo detrás de la franquicia de Namco's Soul). Aparece en Soulcalibur V como un personaje extra en un desafío de batalla rápida. Utiliza el estilo Devil Jin exclusivo del creador de personajes de la franquicia de Tekken, el Mishima Style Fighting Karate. Su BGM se llama "Antares", que también se usa en Tekken 5 del nivel Catedral. En el videojuego, usa su traje especial, el Tiger Gi de Heihachi Mishima. Harada mantiene cuentas bastante activas de Twitter y Facebook.
Durante un incidente relacionado con la cancelación de un determinado torneo de Dragon Ball FighterZ el 27 de diciembre de 2018, Harada es promovido para liderar el equipo de estrategia de eSports.

## Juegografía
- Tekken (1994) - voz de Yoshimitsu , Marshall Law, Kunimitsu , productor del proyecto
- Tekken 2 (1995) - voz de Yoshimitsu, Marshall Law, Productor del proyecto
- Tekken 3 (1997) - voz de Yoshimitsu, forest Law , director del proyecto
- Tekken Tag Tournament (1999) - voz de Yoshimitsu, Forest Law, Project Creator, Director y Supervisor
- Tekken Advance (2001) - voz de Yoshimitsu, ley forestal, director de proyecto y supervisor
- Tekken 4 (2001) - voz de Marshall Law, Director de Gameplay
- Tekken 5 (2004) - voz de Marshall Law, productor de proyectos y director de juegos
- Urban Reign (2005) - Colaborador y agradecimiento especial
- Soulcalibur III (2005) - Colaborador y agradecimiento especial
- Tekken 5: Dark Resurrection (2005) - voz de Marshall Law, director del juego: Arcade Original Staff, director del proyecto, supervisor
- Leyendas de Soulcalibur - Colaborador y agradecimiento especial
- Tekken 6 (2007) - Productor ejecutivo
- Tekken 6: Bloodline Rebellion (2008) - Productor ejecutivo
- Soulcalibur IV (2008) - Codirector[8]
- Ace Combat: Assault Horizon (2011) - Supervisor del concepto de juego
- Tekken Tag Tournament 2 (2011) - Productor ejecutivo
- Street Fighter X Tekken (2012) - Colaborador y codirector
- Tekken 3D: Prime Edition (2012) - Productor ejecutivo
- Ridge Racer Unbounded (2012) - Agradecimiento especial
- Hyperdimension Neptunia Victory (2012) - voz de Kuma[9]
- PlayStation All-Stars Battle Royale (2012) - Supervisor
- Tekken Revolution (2013) - Productor Ejecutivo
- Digimon Story: Cyber Sleuth (2015) - Supervisor[10]
- Tekken 7 (2015) - Director
- Torneo Pokkén (2015) - Productor
- Lost Reavers (2015) - Productor Ejecutivo
- Tekken 7: Fated Retribution (2016) - Director
- Lección de verano (2016) - Productor ejecutivo
- Pokkén Tournament DX (2017) - Productor
- Ace Combat 7: Skies Unknown - Gerente General de Mercadotecnia
- Tekken X Street Fighter (TBA) - Productor ejecutivo